# Арнеево
Арнеево — деревня в городском округе Серпухов Московской области. До упразднения в 2018 году Серпуховского района входила в состав Данковского сельского поселения (до 29 ноября 2006 года — административный центр Арнеевского сельского округа). Впервые Арнеево упоминается в «сотной грамоте» 1556 г. — по ней в деревне 4 двора.

## Население
| 2002 | 2006 | 2010 |
| ---- | ---- | ---- |
| 238  | ↗258 | ↗262 |

## География
Арнеево расположено примерно в 15 км (по шоссе) на северо-восток от Серпухова, на правом берегу реки Речма (левый приток Оки), высота центра деревни над уровнем моря — 171 м.

## Современное состояние
На 2016 год в деревне зарегистрированы 2 улицы — Лесная и Полевая и 4 садовых товарищества. Арнеево связано автобусным сообщением с райцентром и соседними населёнными пунктами.